# Brian Martin Spooner
Brian Martin Spooner (n. 1951 ) es un botánico, micólogo, y ficólogo inglés. Se desempeña académicamente en el "Laboratorio Jodrell", del Real Jardín Botánico de Kew, Richmond, Yorkshire del Norte, Surrey.

## Algunas publicaciones
- Yao, y.-j.; b.m. Spooner. 1999. Roesleriaceae, a new family of Ascomycota, and a new species of Roeslerina. - Kew Bulletin 54: 683-693.  (enlace roto disponible en Internet Archive; véase el historial, la primera versión y la última).

- Aguirre-Hudson, b.; t. Kokubun, b.m. Spooner, l. Tibell. 2007. Taxonomy of Calicium victorianum (F.Wilson) Tibell (Caliciaceae, Lecanorales), a lichenized ascomycete new to Europe. - Lichenologist 39(5): 401-407.  (enlace roto disponible en Internet Archive; véase el historial, la primera versión y la última).

### Libros
- Spooner, brian martin; thomas Laessùe. 1993. Les Champignons. Ed. Casterman. 128 pp. ISBN 2-203-17607-5

- 2000.Voir Les Champignons. Ed. Flammarion. 255 pp. ISBN 978-2-08-201287-4

- 1987. Helotiales of Australasia: Geoglossaceae, Orbiliaceae, Sclerotiniaceae, Hyaloscyphaceae. Berlin : Cramer in d. Borntraeger-Verl.-Buchh.

## Honores

### Eponimia
- (Asteraceae) Ageratina spooneri B.L.Turner[1]

- La abreviatura «Spooner» se emplea para indicar a Brian Martin Spooner como autoridad en la descripción y clasificación científica de los vegetales.[2]